# Огнелёт
«Огнелёт» — российская музыкальная рок-группа. Сами участники характеризуют музыку группы как социально-психологическую сатиру, также её описывают как мелодичный панк, «пощёчину общественному вкусу». Группа регулярно даёт концерты и участвует в фестивалях, таких как «Окна открой!», «Живой!» и другие. 

## Состав
- Дмитрий Анищенко (Дима Огнелёт, с 2000) — голос, тексты.
- Евгений Дубовиченко (с 2000) — бас-гитара.
- Андрей Воронин (с 2014) — барабаны.
- Андрей Переведенцев (с 2023) — гитара.

### Бывшие участники
- Максим Остроухов (2000—2021) — гитара.
- Павел Дуров (2021—2022) — гитара.
- Борис Белов (2014—2015, 2021—2023) — гитара.
- Также в группе сменилось более десятка барабанщиков.

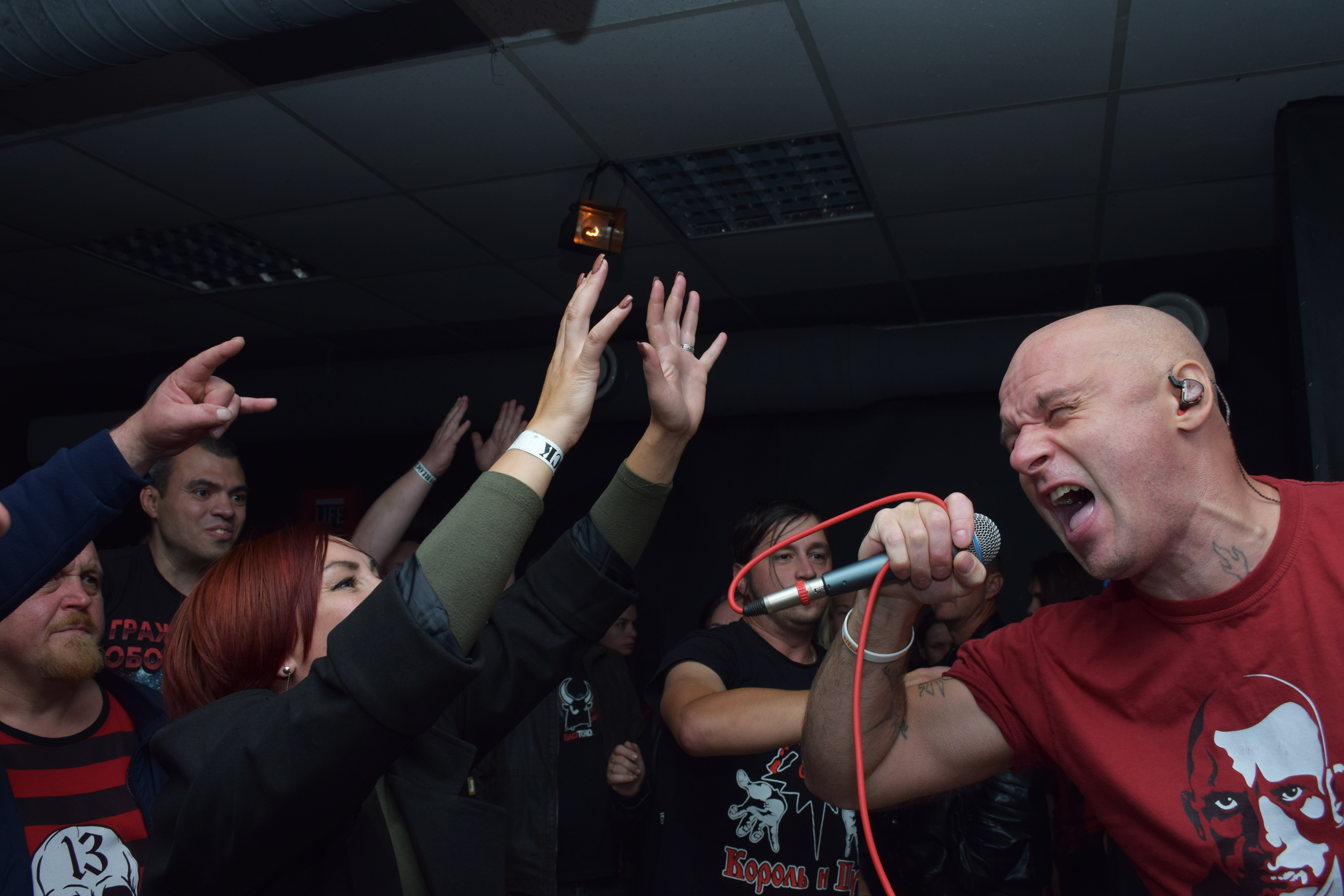
Концерт в Великих Луках

## Мнения
Я думаю, что уважать Огнелёт и Дмитрия можно уже хотя бы за то, что их порой действительно слушают хорошие и думающие люди, находя во всём этом определённую радость и своеобразное вдохновениеАлексей Иринеев.

## Дискография
- 2006 — «Адрес: сумасшедший дом»
- 2008 — «Будь таким или сдохни!»
- 2011 — «Оборона Ленинграда»
- 2013 — «Силовые машины»
- 2016 — «ЖОЛЧ, часть 1» (сингл)
- 2019 — «ЖОЛЧ»[4]

## Видео
- «Дядя Стёпа умер» (2012)
- «Линия фронта» (2013)